# Vetchinkin (cráter)

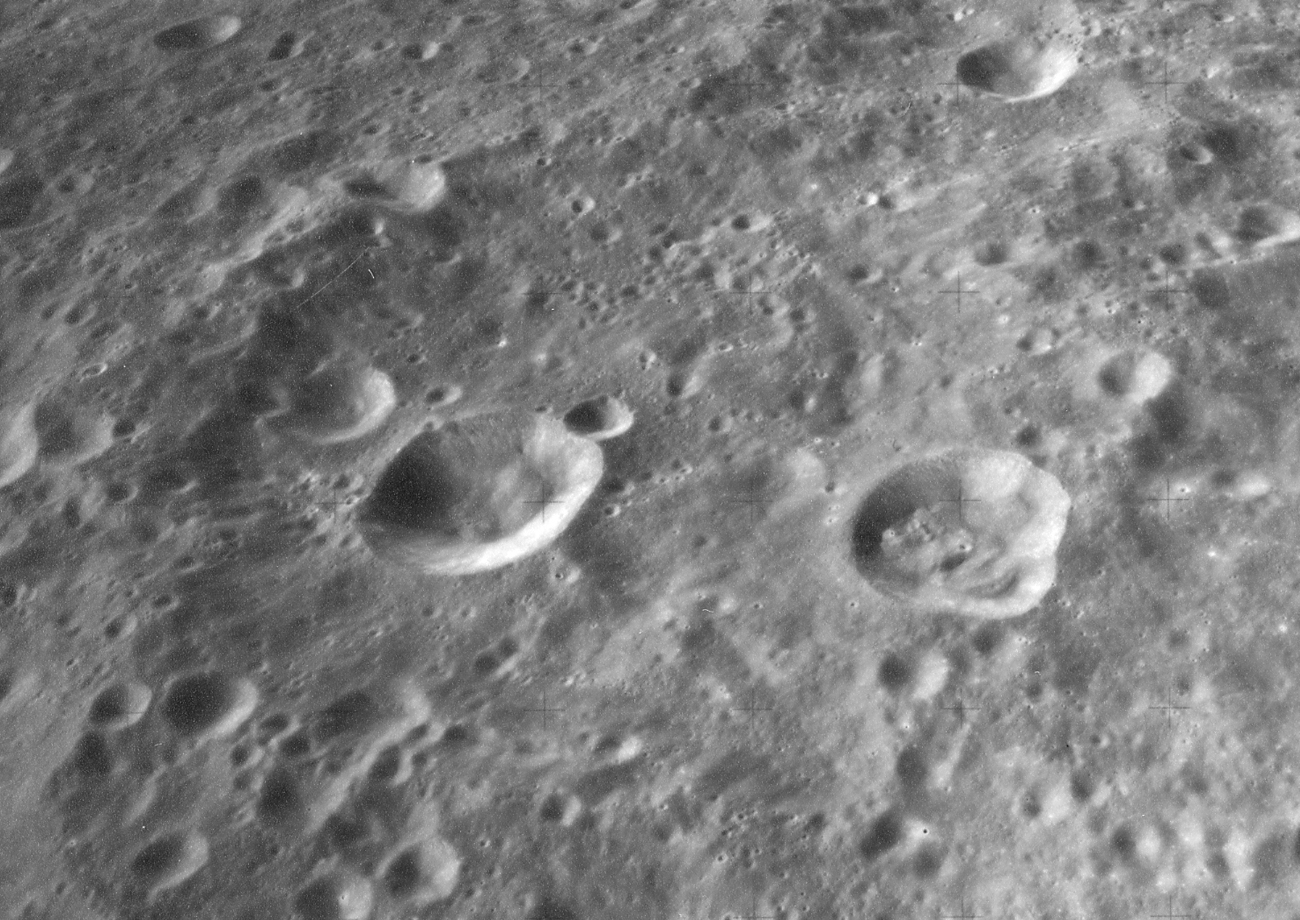
Fotografía de la misión Apolo 16

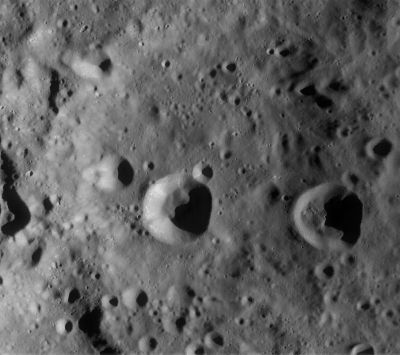
Fotografía de la misión Lunar Reconnaissance Orbiter

Vetchinkin es un cráter de impacto lunar erosionado. Se encuentra al oeste-noroeste de la enorme planicie amurallada del cráter Mendeleev, en la cara oculta de la Luna. Al oeste-noroeste de Vetchinkin se halla el cráter Meshcherskiy, al sur-sureste aparece Green y al sur se localiza Hartmann. Otros cráteres cercanos más pequeños son Rutherford al este y Bergman y Moissan al sureste, los dos últimos incluidos dentro de Mendeleev.
|  |

Este cráter está muy desgastado y erosionado, quedando muy poco del borde exterior original. El cráter satélite Vetchinkin K atraviesa el lado este del borde, y Vetchinkin Q forma un cráter pequeño pero prominente en la parte sudoeste del suelo del cráter principal. El resto del interior del cráter está marcado por varios pequeños cratercillos y pequeños impactos, muy similar al asolado terreno circundante.

## Denominación
El cráter lleva el nombre del físico e ingeniero ruso Vladímir Vetchinkin. Antes de ser nombrado en 1970 por la UAI, era conocido como "Cráter 215".

## Cráteres satélite
Por convención estos elementos son identificados en los mapas lunares poniendo la letra en el lado del punto medio del cráter que está más cercano a Vetchinkin.
|            | \| Vetchinkin \| Coordenadas \| Diámetro \| \| ---------- \| ------------------------------ \| -------- \| \| F \| 10°00′N 134°00′E / 10.0, 134.0 \| 30 km \| \| K \| 9°36′N 132°18′E / 9.6, 132.3 \| 22 km \| \| P \| 7°42′N 130°18′E / 7.7, 130.3 \| 17 km \| \| Q \| 9°36′N 130°42′E / 9.6, 130.7 \| 23 km \| |          |
| Vetchinkin | Coordenadas | Diámetro |
| F          | 10°00′N 134°00′E / 10.0, 134.0 | 30 km    |
| K          | 9°36′N 132°18′E / 9.6, 132.3 | 22 km    |
| P          | 7°42′N 130°18′E / 7.7, 130.3 | 17 km    |
| Q          | 9°36′N 130°42′E / 9.6, 130.7 | 23 km    |